# Андреу, Памбис
Памбис Андреу (греч. Πάμπης Ανδρέου; 16 июня 1967, Фамагуста, Кипр) — кипрский футболист, нападающий. Выступал за сборную Кипра.

## Биография

### Клубная карьера
На профессиональном уровне дебютировал в 1987 году в составе клуба «Неа Саламина», в котором провёл практически всю карьеру. В его составе отыграл десять сезонов подряд в высшей лиге, был обладателем Кубка Кипра 1989/90, а в сезоне 1994/95 стал лучшим бомбардиром чемпионата Кипра, забив 25 голов.
В 1997 году Андреу подписал контракт с клубом «Анортосис». В составе «Анортосиса» провёл два сезона и дважды стал чемпионом Кипра, а также выиграл национальный кубок. После ухода из клуба в 1999 году, вернулся в «Неа Саламину», где и завершил игровую карьеру летом 2003 года.

### Карьера в сборной
Дебютировал за сборную Кипра 3 марта 1992 года в товарищеском матче со сборной Израиля, в котором был заменён во время перерыва. В составе сборной продолжал выступать до 1997 года, сыграл 23 матча и забил 2 гола (оба с пенальти).

## Достижения
«Неа Саламина»
- Обладатель Кубка Кипра: 1989/90

«Анортосис»
- Чемпион Кипра (2): 1997/98, 1998/99
- Обладатель Кубка Кипра: 1997/98